# Eltroplectris triloba
Eltroplectris triloba là một loài thực vật có hoa trong họ Lan. Loài này được (Lindl.) Pabst mô tả khoa học đầu tiên năm 1974.